# Swanton Abbott
Swanton Abbott is een civil parish in het bestuurlijke gebied North Norfolk, in het Engelse graafschap Norfolk met 565 inwoners.